# Lohme
Lohme är en kommun och ort på ön Rügen i Landkreis Rügen i det tyska förbundslandet Mecklenburg-Vorpommern.
Lohme ligger på nordkusten på halvön Jasmund i utkanten av skogslandskapet Stubnitz. En brant trappa leder ned till hamnen, som först anlades 1906. Lohme gränsar till nationalparken Jasmund.
Kommunen ingår i kommunalförbundet Amt Nord-Rügen tillsammans med kommunerna Altenkirchen, Breege, Dranske, Glowe, Putgarten, Sagard och Wiek.